# Света Екатерина (Разлог)
„Света Екатерина“ или „Света Катерина“ е късносредновековна българска църква край град Разлог.

## История
Църквата се намира на около 7 километра западно от града в местността Катарино. Църквата вероятно е построена в началото на османското владичество в района. Разрушена е, а след това е реставрирана. Църквата е паметник на културата.
Според легендата, църквата е построена на мястото, където е убита непожелалата да се потурчи девойка Катерина.